# Wapen van Millingen aan de Rijn
Het wapen van Millingen aan de Rijn is het wapen van de voormalige gemeente Millingen aan de Rijn, bestaande uit een gecarteleerd schild met daarop het gecombineerde wapen van de gemeente. Het wapen is samengesteld met de kwartieren van de families Van den Bergh, Van Bylandt, Van Lynden en Van Arkel. De beschrijving luidt:
"Gevierendeeld : I in zilver een leeuw van keel, getongd, genageld en gekroond van goud, met een zoom van sabel, beladen met 11 bezanten van goud, II in goud een kruis van sabel, III in keel een kruis van goud, IV in zilver 2 beurtelings gekanteelde dwarsbalken van keel. Het schild gedekt met een gouden kroon van 3 bladeren en 2 paarlen."
Het wapen bleef in gebruik tot op 1 januari 2015 de gemeente werd opgeheven.

## Geschiedenis
Op 6 februari 1929 had de gemeente bij de Hoge Raad van Adel een verzoek ingediend om een wapen voor de gemeente te mogen voeren. Het ontwerp bestond uit een tak met bladeren en een tak met bloeiende lelies, geplaatst op een zilveren schild. De gemeente had dat wapen onofficieel sinds halverwege de 19e eeuw al in gebruik, maar nooit officieel verleend gekregen. Begrijpelijk, want een gouden lelie op een zilveren schild voldoet niet aan de regels die gelden binnen de heraldiek.  Op het gemeentehuis aan de Heerbaan staat in de vorm van een gevelsteen nog een afbeelding van het oude wapen. In 1947 kwam de Hoge Raad met het huidige ontwerp, gebaseerd op het heerlijkheidswapen.

## De kwartieren van het wapen

Bergh (wapen van Montferland)
Bylandt
Lynden
Arkel
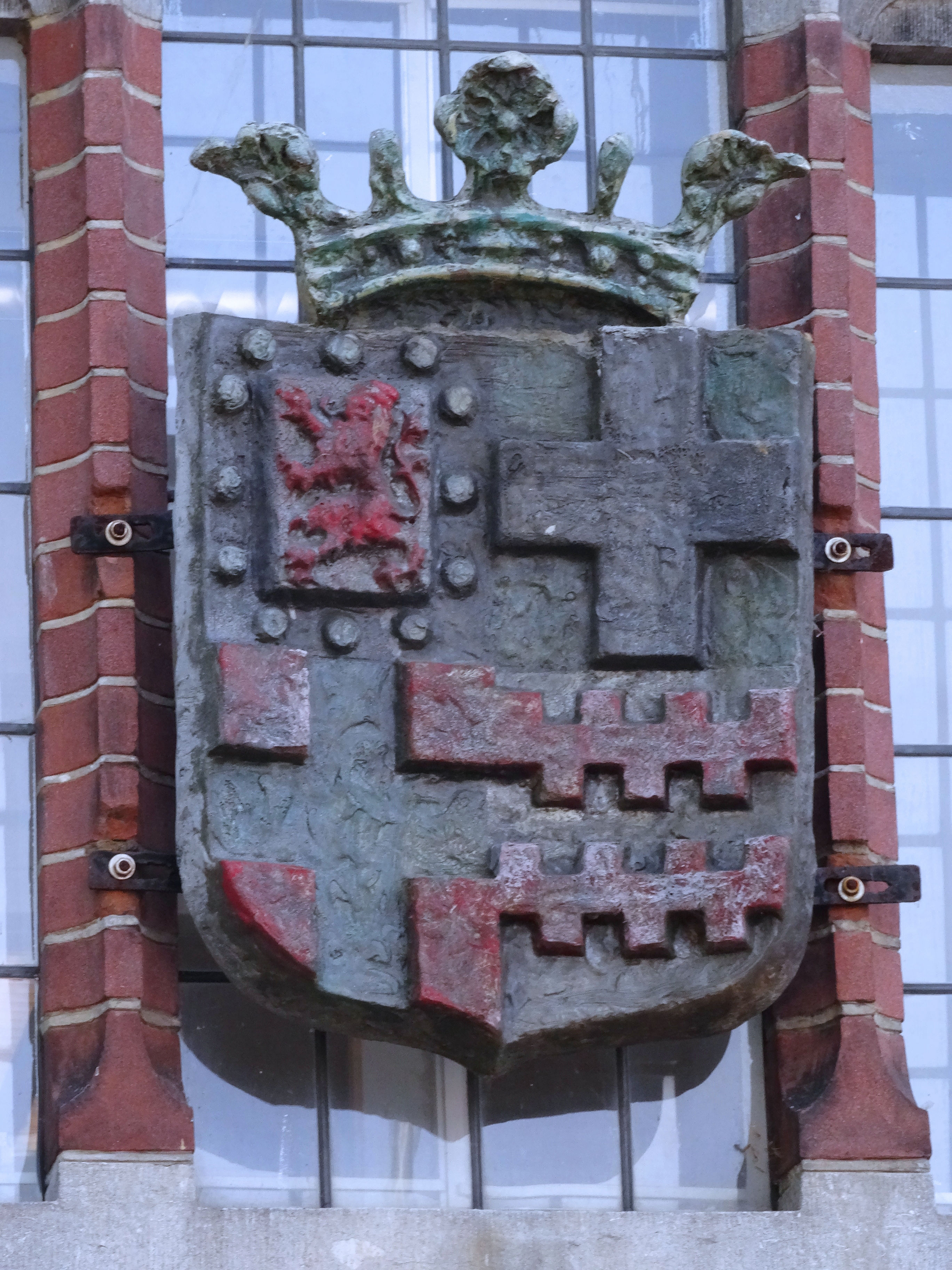
uit 1985 van Jac Maris